# Kief Davidson
Pour les articles homonymes, voir Davidson.
Kief Davidson, né le 12 mai 1970 à Brooklyn (New York), est un cinéaste américain.
Il est nommé pour l'Oscar du meilleur court métrage documentaire, avec Cori Shepherd Stern, aux Oscars en 2013 pour leur travail sur Open Heart (en).

## Filmographie

### Comme réalisateur
- 1998 : Minor Details
- 2002 : Exotic Islands (série TV)
- 2005 : The Devil's Miner (en)
- 2006 : Independent Lens (en) (série TV, 1 épisode)
- 2008 : Kassim the Dream
- 2012 : Emergency
- 2013 : Open Heart (en)
- 2014 : A Lego Brickumentary
- 2015 : Saving Sight
- 2016 : The Ivory Game (en)
- 2017 : Bending the Arc (en)
- 2022 : Meltdown: Three Mile Island

## Récompenses et distinctions

### Prix remportés
- 2005 : Festival international du film de Chicago : Hugo d'argent du meilleur documentaire pour The Devil's Miner (en)
- 2008 : Festival international du film documentaire d'Amsterdam : prix DOC U! pour Kassim the Dream
- 2009 : Ann Arbor Film Festival : prix du jury des films documentaires de long métrage pour Kassim the Dream
- 2013 : Aspen Shortsfest (en) : Audience Recognition pour Open Heart (en)
- 2013 : Boulder International Film Festival (en) : prix BIFF du meilleur documentaire de court métrage pour Open Heart (en)

### Nominations
- 2008 : Festival international du film de Chicago : Hugo d'or du meilleur documentaire pour Kassim the Dream